# ناحیه گرند پورت
ناحیه گرند پورت (به لاتین: Grand Port District) یک ناحیه در موریس است که در موریس واقع شده‌است.

## خصوصیات
ناحیه گرند پورت ۲۶۰٫۳ کیلومترمربع مساحت و ۱۱۶٬۲۱۱ نفر جمعیت دارد.